# Ante Hrkać
Ante Hrkać (Široki Brijeg, 11 marzo 1992) è un calciatore bosniaco, centrocampista del Velež Mostar.

## Caratteristiche tecniche
Hrkać è un centrocampista, in grado di agire da difensore centrale.

## Carriera
Il 30 luglio 2018 firma un contratto annuale con opzione di rinnovo con l'Al-Qaisumah, nella seconda divisione saudita. Il 4 gennaio 2019 si accorda con il Široki Brijeg, squadra in cui è cresciuto a livello giovanile. Il 20 agosto 2020 firma un biennale con il Novara, in Serie C. Esordisce con gli azzurri il 9 dicembre contro il Piacenza, gara terminata 3-3. Lascia il terreno di gioco al 73', sostituito da Pablo Andrés González. A fine stagione rescinde l'accordo dopo l'esclusione del Novara dai campionati professionistici, accordandosi a parametro zero con il Mladost Lučani, nel campionato serbo.

## Statistiche

### Presenze e reti nei club
Statistiche aggiornate al 19 novembre 2022.
| Stagione             | Squadra              | Campionato           | Campionato | Campionato | Coppe nazionali | Coppe nazionali | Coppe nazionali | Coppe continentali | Coppe continentali | Coppe continentali | Altre coppe | Altre coppe | Altre coppe | Totale | Totale |
| Stagione             | Squadra              | Comp                 | Pres       | Reti       | Comp            | Pres            | Reti            | Comp               | Pres               | Reti               | Comp        | Pres        | Reti        | Pres   | Reti   |
| -------------------- | -------------------- | -------------------- | ---------- | ---------- | --------------- | --------------- | --------------- | ------------------ | ------------------ | ------------------ | ----------- | ----------- | ----------- | ------ | ------ |
| 2011-2012            | GOŠK Gabela          | PL                   | 24         | 0          | CB              | 0               | 0               | -                  | -                  | -                  | -           | -           | -           | 24     | 0      |
| 2012-gen. 2013       | GOŠK Gabela          | PL                   | 10         | 1          | CB              | 3               | 0               | -                  | -                  | -                  | -           | -           | -           | 13     | 1      |
| Totale GOŠK Gabela   | Totale GOŠK Gabela   | Totale GOŠK Gabela   | 34         | 1          |                 | 3               | 0               |                    | -                  | -                  |             | -           | -           | 37     | 1      |
| gen.-giu. 2013       | Branitelj            | 1L                   | 11         | 0          | CB              | -               | -               | -                  | -                  | -                  | -           | -           | -           | 11     | 0      |
| 2013-gen. 2014       | Branitelj            | 1L                   | 10         | 0          | CB              | 1               | 0               | -                  | -                  | -                  | -           | -           | -           | 11     | 0      |
| Totale Branitelj     | Totale Branitelj     | Totale Branitelj     | 21         | 0          |                 | 1               | 0               |                    | -                  | -                  |             | -           | -           | 22     | 0      |
| gen.-giu. 2014       | Mayrhofen            | RL                   | 11         | 3          | -               | -               | -               | -                  | -                  | -                  | -           | -           | -           | 11     | 3      |
| 2014-2015            | NK Vitez             | PL                   | 12         | 0          | CB              | 3               | 0               | -                  | -                  | -                  | -           | -           | -           | 15     | 0      |
| 2015-gen. 2016       | Segesta              | 2. HNL               | 14         | 1          | CC              | 1               | 0               | -                  | -                  | -                  | -           | -           | -           | 15     | 1      |
| gen.-giu. 2016       | Lučko                | 2. HNL               | 12         | 0          | CC              | -               | -               | -                  | -                  | -                  | -           | -           | -           | 12     | 0      |
| 2016-2017            | Čelik Zenica         | PL                   | 18         | 0          | CB              | 0               | 0               | -                  | -                  | -                  | -           | -           | -           | 18     | 0      |
| 2017-2018            | Teuta                | KS                   | 28         | 3          | CA              | 3               | 0               | -                  | -                  | -                  | -           | -           | -           | 31     | 3      |
| 2018-gen. 2019       | Al-Qaisumah          | PD                   | 0          | 0          | KCC             | 0               | 0               | -                  | -                  | -                  | -           | -           | -           | 0      | 0      |
| gen.-giu. 2019       | Široki Brijeg        | PL                   | 6          | 0          | CB              | 4               | 0               | -                  | -                  | -                  | -           | -           | -           | 10     | 0      |
| 2019-2020            | Široki Brijeg        | PL                   | 19         | 1          | CB              | 3               | 0               | UEL                | 0                  | 0                  | -           | -           | -           | 22     | 1      |
| ago. 2020            | Široki Brijeg        | PL                   | 1          | 0          | CB              | 0               | 0               | -                  | -                  | -                  | -           | -           | -           | 1      | 0      |
| Totale Široki Brijeg | Totale Široki Brijeg | Totale Široki Brijeg | 26         | 1          |                 | 7               | 0               |                    | 0                  | 0                  |             | -           | -           | 33     | 1      |
| ago. 2020-2021       | Novara               | C                    | 9          | 0          | CI              | 0               | 0               | -                  | -                  | -                  | -           | -           | -           | 9      | 0      |
| 2021-2022            | Mladost Lučani       | SL                   | 23         | 1          | CS              | 1               | 0               | -                  | -                  | -                  | -           | -           | -           | 24     | 1      |
| 2022-2023            | Tuzla City           | PL                   | 11         | 0          | CB              | 1               | 0               | UECL               | 4                  | 0                  | -           | -           | -           | 16     | 0      |
| Totale carriera      | Totale carriera      | Totale carriera      | 219        | 10         |                 | 20              | 0               |                    | 4                  | 0                  |             | -           | -           | 243    | 10     |